# Wjatscheslaw Iwanowitsch Molodin
Wjatscheslaw Iwanowitsch Molodin (russisch Вячеслав Иванович Молодин; * 26. September 1948 in Archowa) ist ein weißrussischer Archäologe und Hochschullehrer.

## Leben
Molodin, Sohn eines Soldaten, studierte Geschichtswissenschaft am Nowosibirsker Pädagogischen Institut bei Tatjana Nikolajewna Troizkaja und Alexei Pawlowitsch Okladnikow mit Abschluss 1971. Darauf wurde er stellvertretender Direktor einer Mittelschule.
1973 wurde Molodin wissenschaftlicher Mitarbeiter der Abteilung für Archäologie und Ethnographie des Instituts für Geschichte, Philologie und Philosophie (IIFF) der Sibirischen Abteilung der Akademie der Wissenschaften der UdSSR (AN-SSSR). 1975 verteidigte er nach der Aspirantur bei Alexei Pawlowitsch Okladnikow erfolgreich seine Kandidat-Dissertation über die Jungsteinzeit und Bronzezeit im Waldsteppengürtel zwischen Ob und Irtysch und 1983 seine Doktor-Dissertation über die Barabasteppe im Altertum, worauf er Leiter des Sektors Bronze und Eisen wurde. 1987 wurde er als Korrespondierendes Mitglied in die AN-SSSR gewählt. 1989–1990 leitete er die Abteilung für Archäologie und Ethnographie des IIFF.
Seit 1992 ist Molodin stellvertretender Direktor für die wissenschaftliche Arbeit des Instituts für Archäologie und Ethnographie der Sibirischen Abteilung der Russischen Akademie der Wissenschaften (RAN) und Professor. 1997 wurde er als Wirkliches Mitglied in die RAN gewählt. Gleichzeitig wurde er Stellvertretender Vorsitzender und 2001 Erster Stellvertretender Vorsitzender der Sibirischen Abteilung der RAN (bis 2008). Als Mitglied des Präsidiums der Sibirischen Abteilung wurde er ins Präsidium der RAN gewählt.
Molodin lehrt an der Universität Nowosibirsk. 1992–1998 leitete er den Lehrstuhl für Archäologie und Ethnographie. Unter seiner Leitung wurden 36 Kandidat-Dissertationen und 13 Doktor-Dissertationen angefertigt. Er ist Mitherausgeber etlicher russischer und internationaler Zeitschriften. 1990–1995 leitete er mit anderen das internationale Forschungsprogramm Pasyryk. Seit 2000 ist er einer der Leiter eines internationalen Forschungsprojekts mit Wissenschaftlern des Deutschen Archäologischen Instituts, dessen Korrespondierendes Mitglied er seit 1997 ist.
Molodin lieferte bedeutende Beiträge zur Kulturgeschichte Sibiriens vom Jungpaläolithikum über die Bronzezeit bis zur Gegenwart.
Molodin ist verheiratet mit Natalja Wiktorowna Polosmak und hat zwei Söhne Jewgeni und Iwan.

## Ehrungen
- Jubiläumsmedaille 300 Jahre Russische Flotte (1996)
- Orden der Freundschaft (1999)[1]
- Alexander-Petrowitsch-Karpinskij-Preis der Alfred Toepfer Stiftung F. V. S. (2000)[1]
- Staatspreis der Russischen Föderation im Bereich Wissenschaft und Technik (2004) zusammen mit Natalja Wiktorowna Polosmak für Erforschung der Pasyryk-Kultur[1]
- Medaille der Freundschaft der Mongolischen Volksrepublik (2006)[1]
- Orden der Ehre (2007)
- Großkreuz des Verdienstordens der Bundesrepublik Deutschland (2012)[3]
- Preis der Oblast Nowosibirsk (2013)
- Ehrenprofessur der Universität Nowosibirsk (2013)
- Verdienstorden für das Vaterland (2014)
- Demidow-Preis (2016)